# Socratina bemarivensis
Socratina bemarivensis är en tvåhjärtbladig växtart som först beskrevs av Paul Lecomte, och fick sitt nu gällande namn av Simone Balle. Socratina bemarivensis ingår i släktet Socratina och familjen Loranthaceae. Inga underarter finns listade i Catalogue of Life.